# Valentino Grant
Valentino Grant (nascido em 21 de abril de 1964 em Roma) é um político italiano eleito membro do Parlamento Europeu em 2019.